# Albert Sarraut
Albert Pierre Sarraut (Phiên âm: An-be Sa-rô)(1872-1962) là chính khách người Pháp, đảng viên đảng Cấp tiến Pháp và đã hai lần làm thủ tướng Pháp.

## Thân thế
Albert Saraut sinh ngày 28 tháng 7 năm 1872 tại Bordeaux (tỉnh Gironde), có anh là Maurice Sarraut, chủ nhiệm nhật báo La Dépêche du Midi (Tin nhanh vùng Midi) thời Đệ tam Cộng hòa Pháp.
Jean Sainteny, người đại diện cho chính phủ Pháp đặt bút ký Hiệp định sơ bộ Pháp-Việt 1946, là con rể của ông.

## Sự nghiệp
Albert Sarraut học khoa Luật rồi đắc cử vào Hạ viện Pháp.
- 1902-1924: dân biểu Quốc hội Pháp, thuộc liên minh Cấp tiến-Xã hội tỉnh Aude. Ngày 3 tháng 7 năm 1905, ông là một trong số những dân biểu dồn phiếu thông qua nghị luật loại bỏ vai trò của Giáo hội Công giáo khỏi hoạt động của chính phủ Pháp. Đạo luật này hiệu lực ngày 9 tháng 12 năm 1905.
- 1906-1909: Thứ trưởng bộ Nội vụ trong nội các Ferdinand Sarrien, sau đó là trong nội các Georges Clemenceau (1).
- 1909-1910: Thứ trưởng bộ Chiến tranh trong nội các Aristide Briand (1).

Sarraut được bổ nhiệm làm toàn quyền Đông Dương hai lần: lần đầu từ cuối năm 1911 tới năm 1914; lần thứ nhì từ năm 1917 tới năm 1919. Trong cương vị này ông có ngỏ lời sẽ xét đến một tương lai độc lập cho xứ Đông Pháp. Tên của ông từng được đặt cho một trường cấp 3 ở Hà Nội.
- 1914-1915: Bộ trưởng bộ Giáo dục và Mỹ thuật trong nội các René Viviani (1) và René Viviani (2).
- 1920-1924: Bộ trưởng bộ Thuộc địa trong các nội các Alexandre Millerand (1) và (2), sau đó là nội các Georges Leygues, nội các Aristide Briand (7) và nội các Raymond Poincaré (2).
- 1926-1928: Bộ trưởng bộ Nội vụ trong nội các Raymond Poincaré (4). Cũng từ năm 1926 cho tới năm 1945, Saraut là thượng nghị sĩ cho vùng Aude.
- Tháng 2, 1930: Bộ trưởng bộ Hàng hải trong nội các Camille Chautemps (1).
- Tháng 12, 1930-tháng 1 năm 1931: Bộ trưởng bộ Hải quân trong nội các Theodore Steeg.
- Tháng 6, 1932-tháng 10 năm 1933: Bộ trưởng bộ Thuộc địa trong nội các Edouard Herriot (3), nội các Joseph Paul-Boncour và nội các Édouard Daladier (1).
- 26 tháng 10 năm 1933-24 tháng 11 năm 1933: bộ trưởng bộ Hàng hải kiêm Thủ tướng Pháp thứ 106, thay thế Édouard Daladier, lập ra nội các Albert Sarraut (1). Người kế nhiệm là Camille Chautemps
- Tháng 11, 1933-tháng 1 năm 1934: Bộ trưởng bộ Hàng hải trong nội các Camille Chautemps (2).
- Tháng 2-tháng 11 năm 1934: Bộ trưởng bộ Nội vụ trong nội các Gaston Doumergue (2).
- 24 tháng 1 năm 1936-4 tháng 6 năm 1936: bộ trưởng bộ Nội vụ kiêm Thủ tướng Pháp thứ 113, thay thế Pierre Laval, lập ra nội các Albert Sarraut (2). Người kế nhiệm là Leon Blum.
- Tháng 6, 1937-tháng 1 năm 1938: Bộ trưởng bộ Nội vụ trong nội các Chautemps thứ ba và bốn.
- Tháng 3-tháng 4 năm 1938: Bộ trưởng đặc trách các công việc tại Bắc Phi trong nội các Leon Blum (2).
- Tháng 4, 1938-tháng 3 năm 1940: Bộ trưởng bộ Nội vụ của nội các Édouard Daladier (3).
- Tháng 3-tháng 6 năm 1940: Bộ trưởng bộ Giáo dục trong nội các Paul Reynaud.
- Tháng 7 năm 1940, khi thống chế Petain giải tán quốc hội Pháp ông cũng bỏ chính trường và quay về điều hành nhật báo gia đình La Dépêche du Midi. Anh ông là Maurice thì bị lực lượng dân quân Pháp ám sát cuối năm 1943.
- 1947: Được chỉ định vào Hội đồng Liên hiệp Pháp, là chủ tịch hội đồng năm 1951.

## Học thuyết Sarraut
Đầu thập niên 1920, Albert Sarraut, khi đó là bộ trưởng bộ Thuộc địa, đã đề ra một chương trình khai khẩn thuộc địa mà nếu được áp dụng trong thực tiễn, có thể đã đánh dấu các lợi ích của đổi mới tư duy của chính quyền trong kiểm soát sự phát triển của các thuộc địa. Ông mô tả các ý tưởng này trong cuốn sách "La mise en valeur des colonies françaises" (Khai khẩn các thuộc địa Pháp) tạo thành một học thuyết mạch lạc chặt chẽ về công cuộc khai thác kinh tế để điều chỉnh các công việc phải quan tâm trong quản lý hành chính đối với cư dân bản địa. Ông viết "La politique indigène, c'est la conservation de la race". ("Chính sách đối với người bản địa, là bảo tồn chủng tộc"). Ông cũng đề ra chương trình đầu tư cho sức khỏe và xã hội nhưng nó đã không được thực hiện do thiếu nguồn ngân sách.
Ông qua đời ngày 26 tháng 11 năm 1962.